# Beliu
Beliu (in ungherese Bél, in tedesco Bell in Banat), è un comune della Romania di 3 245 abitanti, ubicato nel distretto di Arad, nella regione storica della Transilvania.
Il comune è formato dall'unione di 6 villaggi: Beliu, Benești, Bochia, Vasile Goldiș, Secaci, Tăgădău.